# Мекка
Ме́кка (араб. مكة), МФА: [ˈmækə] (або повністю МФА: [(Arabic) mækːæ(t) ælmʊkarˑamæ]; араб. مكّة المكرمة) — місто в Саудівській Аравії, розташоване в провінції Мекка за 72 км від узбережжя Червоного моря на схід від Джидди і приблизно 485 км на південь від Медини в історичній місцевості Хіджаз.
Історично, місто також було під назвою Бекка. Відоме через Священну Мечеть.
В переносному сенсі Мекка позначає: «місце, яке розцінюється як центр діяльності або інтересу» або «мета, до якої прихильники релігійної віри або дослідники палко прагнуть дістатись»
Місто розташоване у вузькій піщаній долині і оточено пагорбами висотою від 60 до 150 м.
Місто є святинею для мусульман, оскільки в ньому народився пророк Магомет. Щороку місто стає місцем паломництва близько 1 000 000 мусульман.
В місті знаходяться святині мусульманського світу: Мечеть Аль-Харам та Священний Кааба.

## Етимологія та правопис
Мекка — пряма українська транслітерація арабської назви. У 1980-х уряд Саудівської Аравії почав просування транслітерації Макка (повністю Макка аль-Муккаррама), яка ближче нагадує фактичну арабську вимову.
Правопис Мекка або Макка зараз має рівні права.
Правопис Макка зараз використовують багато організацій, зокрема ООН, але в багатьох амбасадах і урядах на рівних використовується назва Мекка.

## Уряд
Місто управляється муніципалітетом на чолі з мером (або Аміном), призначеним урядом Саудівської Аравії. Зараз це — Осама аль-Бар. Муніципальна рада складається з чотирнадцяти осіб відповідальних за функціювання муніципалітету.
Мекка — столиця провінції Мекка, до котрої входить сусідня Джидда. Губернатором був принц Абдул Маджід бін Абдул Азіз з 2000 до його смерті у 2007. 16 травня 2007 принц Халід аль Айсал став новим губернатором.

## Історія

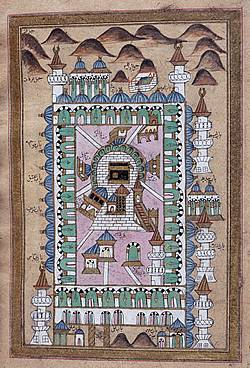
1787 османський розпис Святої мечеті

### Рання історія
Протягом понад 4000 років Мекка була одним з найголовніших міст Аравійського півострова. На середину 6-го сторіччя були три головні поселення в північній Аравії, всі уздовж південно-західного узбережжя, яке омивається Червоним морем, у придатному для житла регіоні між морем і великою пустелею на сході. Ця область, відома як Хіджаз, мала три поселення, які мали розтошування навколо оаз, де була вода. У центрі Хіджазу був Ятриб, пізніше перейменований у Медину. 400 км на південь від Ятрибу було Ат-Таїф, гірське місто, і на північний захід від Ат-Таїфу була Мекка. Хоча область навколо Мекки була цілком безплідна, Мекка була найбагатшим і найбільш важливим з трьох поселень. Ісламські історики зазначали, що колодязь Замзам мав добру воду і знаходився на головних караванних маршрутах.
Насправді колодязь Замзам був замалий, щоб підтримувати велику громаду, Кааба була одним з багатьох арабських політеістичних храмів півострову, і місто було кінцевою станцією для караванного шляху, який йшов з Мекки до Сирії.
Кааба — велика кубічна будівля, зараз оточена мечеттю Аль-Харам. Згідно з Кораном, Каабу побудував Ібрагім (ابراهيم,Авраам) з його сином Ізмаїлом(اسماعيل,) близько 2000 до Р. Х. Мешканці відійшли далеко від монотеїзму через вплив Амалека. Історики заявляють, що Кааба була оселею 360 ідолів і родових богів арабських кочових племен. До ісламського пророку Мухаммеда на початку 7-е сторіччя, найголовнішим ідолом був Хубал, розміщений там правлячим плем'ям Кураяш. Також є дані, що у Каабі були статуї інших вірувань, як наприклад статуї Ісуса і Марії.
Жорсткі умови Аравійського півострова зазвичай приводили до міжплеменних війн, але раз на рік вони оголошували перемир'я і йшли поломниками до Мекки. Ця подорож походила з релігійних джерел, щоб засвідчити пошану раці, і, щоб пити з колодязя Замзам. Це відбувалось кожен рік, суперечки вирішувались в арбітражному порядку, борги повертались, і відбувались торги у Мецці. Ці річні події надали племенам сенс загальної ідентичності і зробили Мекку надзвичайно важливою на півостріві.
У 5-му сторіччі, плем'я кураяши узяло контроль над Меккою, і стало професійними торгівцями. У 6-м сторіччі вони приєдналися до вигідної торгівлі спеціями також, війни в інших частинах світу змусили торгові маршрути перейти від небезпечних морських маршрутів на відносно безпечніші сухопутні маршрути. Візантійська імперія головувала на Червоному морі, але піратство було у розквіті. Інший попередній маршрут, що йшов з Перської затоки через Тигр і Євфрат, також була загроза з боку Сассанідської імперії, також як і від лахмідів, гассанідів, і Римсько-перських війн. Важливість Мекки була і в тому що торговий центр перевершив міста Петра і Пальміра.
Прадід Мухаммеда був першим, хто відправив караван верблюдів, і вони стали постійною частиною економіки міст. Союзи були укладені між купцями в Мецці, і місцевими кочовими племенами, які привозили шкіри, худобу, і метали, які були в місцевих горах. Каравани потім навантажувались в Мецці, і везли товари в міста в Сирії і Іраку.
Ісламська традиція стверджує, що товари з інших континентів також йшли через Мекку. З Африки і Далекого Сходу у напрямку до Сирії йшли спеції, шкіри, наркотики, полотно, і раби; в зворотному напрямку йшли гроші, зброя, злаки, і вино, що розповсюджувалося по всій Аравії. Жителі Мекки мали договори як з Візантією, так і бедуїнами, і вели переговори що до безпечного проходження для караванів, яке включало такі речі як воду і права пасовища. З подальшим збільшенням політичної і економічної потужністі Мекки, вона стає центром вільної конфедерації племен, яка включала Бану Тамім.
Але проводячи експертизу карти Близького Сходу доходиш до висновку, що це неймовірно. Мекка є просто не по дорозі будь-куди. Інші сили як наприклад Абиссинія, Лахміди, Гассаніди, були в занепаді, і вплив Мекки поширився в Аравії наприкінці 6-го сторіччя.

### Мухаммед
Мухаммед народився у Мецці в 570, і історія його життя була нерозривно пов'язаним із Меккою весь час. Він був членом роду, Хашимітів, племені Кураяш. Після того, як він почав отримувати одкровення і проповідування у поганському місті, він емігрував (Хіджра) в 622 році з деякими послідовниками до північного міста Медина, і почав набіги на торгівців Мекки. У битві при Бадрі він скасував головування Мекки, і виграв для себе значний престиж серед бедуїнських племен. Конфлікт тривав й надалі, як наприклад Битва при Ухуді і Окопна битва.
У 628, Мухаммед зайняв мирнішу позицію, він і деякі послідовники спробували ввести у Мецці паломництво, щоб показати, що традиційні ритуали могли бути прийняті в новій релігії — іслам. За договором Гудайбіййах, він погодився на перемир'я з жителями Мекки, згідно з ним мусульманам дозволяється бути в місті. Двома роками пізніше, перемир'я було скасовано, але замість боротьби, Мекка просто підкорилася Мухаммеду. Він оголосив амністію для мешканців, надав щедрі подарунки головному племені Кураяш, і призначив деякі головні зміни. Громадяни Мекки перемістили або знищили все із зображень культу у Кааббі, і Мухаммед через божественне одкровення, оголошує Мекку найсвященнищим місцем ісламу, і оголосив його центром ісламського паломництва.
Він потім повернувся до Медини і призначив на 20 року Аттаб Бін Усаїда губернатором з платнею 1 дірахма на день. Багато з аравійських племен потім прийняли іслам як їх власну віру. Мухаммед мав успіх в тому, що здавалося неможливим за сотні років — об'єднав ворогуючі племена Аравійського півострова в одну націю, паству і суспільство, всіх послідовників Аллаха. Його проповідування і бачення Корану створили синтез багатьох різних напрямів віри, які поєднували елементи язичницьких аравійських релігійних ідей, юдаїзму, християнства, зороастризму і створили нову систему ідей нової релігії іслам.
Мухаммед помер в 632, але після його смерті, іслам почав швидке розширення, і протягом сотні майбутніх років тягнувся від північної Африки до Центральної Азії. Оскільки Арабський халіфат ріс, Мекка продовжувала привертати паломників не тільки з Аравії, але з всієї імперії, оскільки мусульмани прагнули виконати річний хадж.
Мекка також привертала цілорічно науковців, благочестивих мусульман, які бажали жити близько до Кааби, і місцевих мешканців, що обслуговували паломників.

### Політична історія

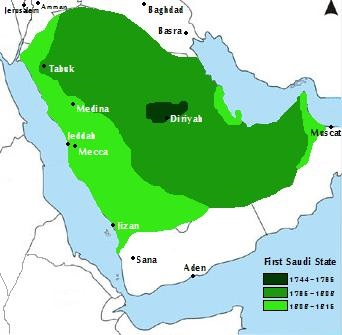
Перша Саудівська держава, включаючи Мекку

Мекка ніколи не була столицею ні Арабського халіфату, ні Османської імперії, тільки під час еміграції Мухаммеду до Медини місто було першою столицею нації. Коли династія Омеядів взяла владу, вони перемістили столицю, у Дамаск, Сирія, а потім Аббасиди перемістили столицю у Багдад, Ірак. Центр ісламської імперії залишався в Багдаді протягом майже 500 років, і процвітав як центр науки і торгівлі. У 13-м сторіччі, Монгольська імперія захопила Багдад. Ця подія стала однією з найбільш ненависних подій в ісламській історії.
Після Багдадської битви, монголи вторгнулися в Сирію. Наступне місто, що стало центром ісламської держави був Каїр, у Єгипті. Коли Османська імперія розпочала розширення, столиця була переміщена в Константинополь. Мекка все ще залишалася великим торговим центром. Коли паломники прибували для хаджу, вони фінансували свою поїздку, привозячи товари, які вони могли продавати на ринках жителям Мекки, і збуваючи мекканські товари, коли вони поверталися додому.
Мекка тим часово з'явилась в ісламській політичній історії коли халіф Язид I оточив Мекку в 683.
З того часу місто мало фігурувало в політиці, це було місто поклоніння і ученості. Протягом сторіч їм управляли хашеміти.
В 930 Мекку атакували і захопили кармати, екстремістська ісмаїлістська ісламська секта з центром у східній Аравії. Чума прийшла у Мекку в 1349. В 1517, голова Мекки, Бакарат ібн Мухаммед, визнав владу Османської імперії, але мав великий рівень місцевої автономії.

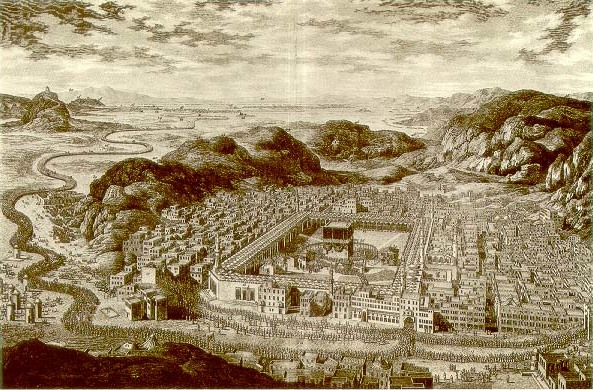
Мекка в 1850

Місто було захоплене в 1802 Першою Саудівською державою (також відома як Ваххабіс), Сауди тримали Мекку до 1813. Це було сильним ударом по престижу Османської імперії, що мала суверенітет над священними містами починаючи з 1517. Завдання знищення Саудів було надане османам їх могутньому Єгипетському васалу Мухаммед Алі паша.
Він успішно повернув Мекку, у Мекканській битві (1813). Сауди зазнали поразки, але вони заснували Другу Саудівську державу, що існувала до 1891, і пізніше переросла у Саудівську Аравію.
У червні 1916, під час Арабського повстання, мер Мекки, Хуссейн бін Алі повстав проти Османської імперії у Мецці і це було перше місто, захоплене його військами під час Мекканської битви (1916). Хуссейн оголосив нову державу, Королівство Хеджаз, і Мекку столицею нового королівства. У 1924 Мекка, після Мекканської битви (1924), була приєднана до Саудівської Аравії.

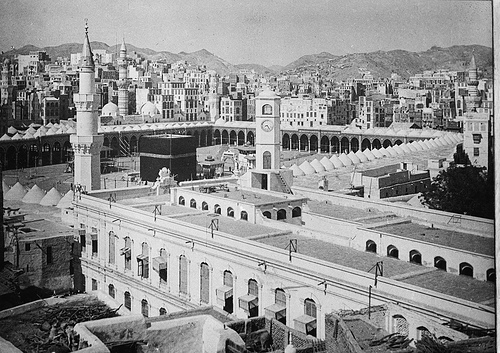
Мекка в 1910

### Інше
20 листопада 1979 року мечеть Аль-Харамбула захоплена групою бойовиків з 500 чоловік. В момент захоплення, у приміщенні знаходилось близько 6 тис. осіб. Ватажок групи Аль-Утайбі вимагав, щоб нафта не продавалася Сполученим Штатам, а державний достаток не розтрачувався і зажадав позбавити влади династію Саудідів. Перша спроба штурму мечеті була відбита, друга спроба почалася 22 листопада: була зроблена атака на ворота мечеті — але без успіху. Потім була зроблена третя атака, цього разу силами 3000 солдатів за підтримки 12 бронетранспортерів і п'яти вертольотів. Але терористи з ракетних установок знищили 3 БТР і збили вертоліт. Тоді король звернувся до Франції по допомогу. Це був єдиний виняток для осіб іншого віросповідання. 4 грудня французький спецназ штурмував мечеть, загинуло 200 бойовиків і 250 заручників.
31 липня, 1987, під час анти-американської демонстрації, 402 іранські паломники було убито і 649 поранено після того як саудівська поліція відкрила вогонь проти демонстрантів.

## Географія

### Клімат
Місто знаходиться у зоні, котра характеризується кліматом тропічних пустель. Найтепліший місяць — червень із середньою температурою 35.6 °C (96 °F). Найхолодніший місяць — січень, із середньою температурою 23.9 °С (75 °F).
| Клімат Мекки            | Клімат Мекки | Клімат Мекки | Клімат Мекки | Клімат Мекки | Клімат Мекки | Клімат Мекки | Клімат Мекки | Клімат Мекки | Клімат Мекки | Клімат Мекки | Клімат Мекки | Клімат Мекки | Клімат Мекки |
| Показник                | Січ.         | Лют.         | Бер.         | Квіт.        | Трав.        | Черв.        | Лип.         | Серп.        | Вер.         | Жовт.        | Лист.        | Груд.        | Рік          |
| Абсолютний максимум, °C | 35           | 37           | 40           | 43           | 47           | 47           | 50           | 47           | 48           | 43           | 38           | 37           | 50           |
| Середній максимум, °C   | 29           | 30           | 34           | 37           | 41           | 42           | 42           | 41           | 42           | 38           | 34           | 31           | 37           |
| Середня температура, °C | 23           | 24           | 27           | 31           | 34           | 35           | 35           | 35           | 35           | 32           | 28           | 25           | 31           |
| Середній мінімум, °C    | 18           | 18           | 21           | 23           | 27           | 27           | 28           | 28           | 28           | 25           | 22           | 20           | 24           |
| Абсолютний мінімум, °C  | 7            | 10           | 12           | 16           | 21           | 21           | 23           | 21           | 20           | 21           | 16           | 11           | 7            |
| Днів з опадами          | 1            | 1            | 1            | 1            | 1            | 0            | 0            | 1            | 1            | 1            | 2            | 2            | 12           |
| Днів з дощем            | 1            | 1            | 1            | 1            | 1            | 0            | 0            | 1            | 1            | 1            | 2            | 2            | 12           |
| ----------------------- | ------------ | ------------ | ------------ | ------------ | ------------ | ------------ | ------------ | ------------ | ------------ | ------------ | ------------ | ------------ | ------------ |
| Джерело: Weatherbase    |              |              |              |              |              |              |              |              |              |              |              |              |              |

### Площа
Мекка знаходиться на рівні 277 м вище за рівень моря, і приблизно за 50 км від Червоного моря. місто розташоване між горами, які визначають сучасне розширення міста. Міський центр є біля Мечеті Аль-Харам. Головні вулиці — Аль-Муддаа і Сук Аль-Лейл на північ від мечеті, і Ас-Суг Ассагір на південь. Оскільки Сауди розширили Святу Мечеть в центрі міста, де були сотні будинків зараз замінюються широкими вулицями і міськими кварталами. Традиційні будинки будуються з місцевої скелі і є по два- три поверхи. Повна площа Мекки сьогодні понад 1,200 км²

## Економіка

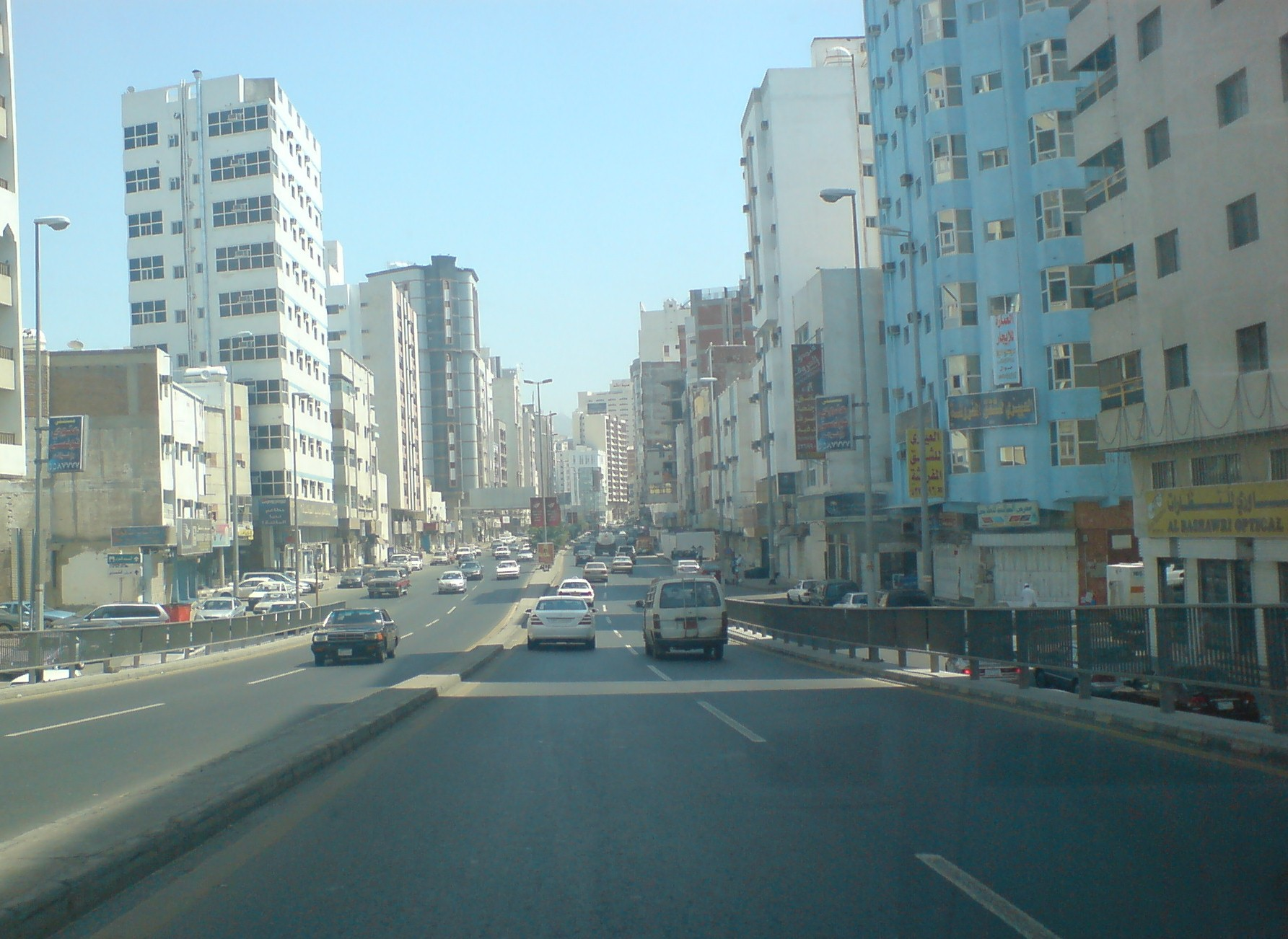
Умм Аль-Кура, одна з найбільших комерційних вулиць міста

Економіка Мекки майже повністю залежна від грошей, що витрачаються людьми, відвідуючими Хадж. Місто має більш ніж $100 мільйонів протягом Хаджу. Саудівський уряд витрачає близько $50 мільйонів на послуги для Хаджу. Є деяка промисловість і фабрики в місті, але Мекка більше не грає головну роль в Саудівській економіці, яка переважно заснована на нафтовому експорті. Промисловість, що є в Мецці, виробляє тканини, меблі, і посуд. Більшість економіки — орієнтоване на обслуговування. Вода дефіцитна і продовольство ввізне через Шуейба завод води і Джідду.

## Демографія
Щільність населення в Мецці дуже висока. Тубільці Мекки живуть в Старому Місті, і багато хто працює в промисловості, відома як Промисловість Хаджу. Цілий рік, йде потік паломників в місто, щоб виконувати обряди Умрах, і протягом останніх тижнів Д'ю Аль-Хіджа, у середньому 4 мільйони мусульман прибувають в місто, щоб взяти участь в обрядах, відомих як Хадж.
Паломники різних етнічних груп, з Африки, Центральної Азії, Південно-східної Азії, Європи і Близького Сходу, багато хто з них залишились і стали мешканцями міста. В результаті чого, Мекка набагато більш етнічно різноманітна, ніж інші Саудівські міста і його культура, більш еклектична в природі. Додатково до традиційної різноманітності, нафтовий бум минулого сторіччя протягом 50 років приніс сотні тисяч заробітчан.

## Персоналії
- Амр ібн аль-Ас (573/585—664) — арабський політичний діяч, полководець VII століття
- Аїша (613—678) — одна із дружин Мухаммеда, дочка Абу Бекра
- Абдаллах ібн Аббас (619—686) — двоюрідний брат засновника ісламу Мухамеда і його сподвижник, син Аббаса ібн Абд аль Муталіба, засновника династії Аббасидів
- Укба ібн Нафі аль-Фіхрі (бл. 622—683) — державний та військовий діяч Омеядського халіфату
- Ідріс I ібн Абдаллах (745—791) — засновник і 1-й імам держави Ідрісидів в Магрибі в 788—791 роках.
- Аль-Ватік (812—847) — 9-й володар багдадського халіфату у 842—847 роках.